# Dolní Újezd (Přerov)
Dolní Újezd é uma comuna checa localizada na região de Olomouc, distrito de Přerov.